# Newcastle United Football Club 2013-2014
Questa voce raccoglie le informazioni riguardanti Il Newcastle United Football Club, nelle competizioni ufficiali della stagione 2013-2014.

## Maglie e sponsor
Lo sponsor tecnico per la stagione 2012-2013 è Puma, mentre lo sponsor ufficiale è Virgin Money.
| Casa | Trasferta | Terza |

## Rosa
In corsivo i calciatori ceduti durante la stagione.
| N. |                        | Ruolo | Calciatore         |
| -- | ---------------------- | ----- | ------------------ |
| 1  | Paesi Bassi (bandiera) | P     | Tim Krul           |
| 2  | Argentina (bandiera)   | D     | Fabricio Coloccini |
| 3  | Italia (bandiera)      | D     | Davide Santon      |
| 4  | Francia (bandiera)     | C     | Yohan Cabaye       |
| 6  | Inghilterra (bandiera) | D     | Mike Williamson    |
| 7  | Francia (bandiera)     | C     | Moussa Sissoko     |
| 8  | Paesi Bassi (bandiera) | C     | Vurnon Anita       |
| 9  | Senegal (bandiera)     | A     | Papiss Cissé       |
| 10 | Francia (bandiera)     | C     | Hatem Ben Arfa     |
| 11 | Francia (bandiera)     | A     | Yoan Gouffran      |
| 13 | Francia (bandiera)     | D     | Mapou Yanga-Mbiwa  |
| 14 | Francia (bandiera)     | A     | Loïc Rémy          |
| 15 | Inghilterra (bandiera) | C     | Dan Gosling        |
| 16 | Inghilterra (bandiera) | D     | Ryan Taylor        |

| N. |                           | Ruolo | Calciatore       |
| -- | ------------------------- | ----- | ---------------- |
| 18 | Argentina (bandiera)      | C     | Jonás Gutiérrez  |
| 18 | Paesi Bassi (bandiera)    | A     | Luuk de Jong     |
| 19 | Francia (bandiera)        | D     | Massadio Haïdara |
| 20 | Inghilterra (bandiera)    | C     | Gaël Bigirimana  |
| 21 | Inghilterra (bandiera)    | P     | Rob Elliot       |
| 22 | Francia (bandiera)        | C     | Sylvain Marveaux |
| 23 | Inghilterra (bandiera)    | A     | Shola Ameobi     |
| 24 | Costa d'Avorio (bandiera) | C     | Cheik Tioté      |
| 25 | Francia (bandiera)        | C     | Gabriel Obertan  |
| 26 | Francia (bandiera)        | D     | Mathieu Debuchy  |
| 27 | Inghilterra (bandiera)    | D     | Steven Taylor    |
| 28 | Inghilterra (bandiera)    | A     | Sammy Ameobi     |
| 29 | Slovenia (bandiera)       | C     | Haris Vučkić     |

## Risultati

### Premier League

#### Girone d'andata
| Arbitro: | Marriner |

|                                            |           |  |
| Silva 6’ Agüero 22’ Y. Touré 50’ Nasri 75’ | Marcatori |  |

| Newcastle upon Tyne 24 agosto 2013, ore 15:00 WEST 2ª giornata | Newcastle Utd | 0 – 0 referto | West Ham Utd | St James' Park (49 622 spett.)\| Arbitro: \| Dowd \| |
| Arbitro:                                                       | Dowd          |               |              |                                                      |

| Arbitro: | Foy |

|              |           |  |
| Ben Arfa 86’ | Marcatori |  |

| Arbitro: | Dean |

|             |           |                           |
| Benteke 67’ | Marcatori | 18’ Ben Arfa 73’ Gouffran |

| Arbitro: | Atkinson |

|               |           |                                    |
| Rémy 10’, 44’ | Marcatori | 26’ Brady 48’ Elmohamady 76’ Aluko |

| Arbitro: | Dowd |

|                |           |            |
| Lukaku 5’, 37’ | Marcatori | 51’ Cabaye |

| Arbitro: | Friend |

|                |           |               |
| Odemwingie 58’ | Marcatori | 30’, 38’ Rémy |

| Arbitro: | Marriner |

|                        |           |                                  |
| Cabaye 23’ Dummett 56’ | Marcatori | 42’ (rig.) Gerrard 72’ Sturridge |

| Arbitro: | Probert |

|                        |           |             |
| Fletcher 5’ Borini 85’ | Marcatori | 57’ Debuchy |

| Arbitro: | Mason |

|                       |           |  |
| Gouffran 68’ Rémy 89’ | Marcatori |  |

| Arbitro: | Foy |

|  |           |          |
|  | Marcatori | 13’ Rémy |

| Arbitro: | Dean |

|                      |           |         |
| Rémy 2’ Gouffran 38’ | Marcatori | 80’ Fer |

| Arbitro: | Dowd |

|                          |           |           |
| Gouffran 36’ Sissoko 57’ | Marcatori | 53’ Brunt |

| Arbitro: | Webb |

|                                           |           |  |
| Dyer 45+1’ Debuchy 66’ (aut.) Shelvey 81’ | Marcatori |  |

| Arbitro: | Marriner |

|  |           |            |
|  | Marcatori | 61’ Cabaye |

| Arbitro: | M. Jones |

|              |           |                   |
| Gouffran 27’ | Marcatori | 65’ Jay Rodriguez |

| Arbitro: | Swarbrick |

|  |           |                                                    |
|  | Marcatori | 25’ Cabaye 38’ (aut.) Gabbidon 86’ (rig.) Ben Arfa |

| Arbitro: | Atkinson |

|                                                        |           |             |
| Rémy 44’, 57’ Gouffran 48’ Cabaye 67’ Cissé 80’ (rig.) | Marcatori | 30’ Assaidi |

| Arbitro: | Probert |

|  |           |            |
|  | Marcatori | 65’ Giroud |

#### Girone di ritorno
| Arbitro: | Mason |

|                     |           |  |
| Berahino 87’ (rig.) | Marcatori |  |

| Arbitro: | M. Jones |

|  |           |                        |
|  | Marcatori | 8’ Džeko 90+5’ Negredo |

| Arbitro: | Marriner |

|               |           |                            |
| C. Cole 45+2’ | Marcatori | 16’, 90+4’ Cabaye 33’ Rémy |

| Norwich 28 gennaio 2014, ore 19:30 WET 23ª giornata | Norwich City | 0 – 0 referto | Newcastle Utd | Carrow Road (26 762 spett.)\| Arbitro: \| Foy \| |
| Arbitro:                                            | Foy          |               |               |                                                  |

| Arbitro: | Dowd |

|  |           |                                              |
|  | Marcatori | 19’ (rig.) Borini 23’ A. Johnson 80’ Colback |

| Arbitro: | Webb |

|                             |           |  |
| Hazard 27’, 34’, 63’ (rig.) | Marcatori |  |

| Arbitro: | Swarbrick |

|  |           |                                           |
|  | Marcatori | 19’, 82’ Adebayor 53’ Paulinho 88’ Chadli |

| Arbitro: | Atkinson |

|            |           |  |
| Rémy 90+2’ | Marcatori |  |

| Arbitro: | Friend |

|               |           |                                       |
| C. Davies 46’ | Marcatori | 10’, 55’ Sissoko 42’ Rémy 90+3’ Anita |

| Arbitro: | Webb |

|             |           |  |
| Dejagah 68’ | Marcatori |  |

| Arbitro: | Probert |

|             |           |  |
| Cissé 90+4’ | Marcatori |  |

| Arbitro: | Mason |

|  |           |                                  |
|  | Marcatori | 24’ Barkley 49’ Lukaku 85’ Osman |

| Arbitro: | Marriner |

|                                                |           |  |
| Jay Rodriguez 44’, 89’ Lambert 49’ Lallana 70’ | Marcatori |  |

| Arbitro: | Friend |

|  |           |                                            |
|  | Marcatori | 39’, 50’ Mata 64’ J. Hernández 90’ Januzaj |

| Arbitro: | M. Jones |

|             |           |  |
| Pieters 42’ | Marcatori |  |

| Arbitro: | Foy |

|                |           |                          |
| Sh. Ameobi 23’ | Marcatori | 45+1’, 90+2’ (rig.) Bony |

| Arbitro: | Swarbrick |

|                                   |           |  |
| Koscielny 26’ Özil 42’ Giroud 66’ | Marcatori |  |

| Arbitro: | Atkinson |

|                                         |           |  |
| Sh. Ameobi 18’ Rémy 87’ S. Taylor 90+1’ | Marcatori |  |

| Arbitro: | Dowd |

|                         |           |                   |
| Agger 63’ Sturridge 65’ | Marcatori | 20’ (aut.) Škrtel |

### FA Cup
| Arbitro: | Taylor |

|           |           |                           |
| Cissé 62’ | Marcatori | 73’ Noone 80’ F. Campbell |

### Football League Cup
| Arbitro: | Haywood |

|           |           |                       |
| Cissé 62’ | Marcatori | 84’, 90+4’ Sh. Ameobi |

| Arbitro: | M. Jones |

|                        |           |  |
| Cissé 31’ Gouffran 67’ | Marcatori |  |

| Arbitro: | Swarbrick |

|  |           |                        |
|  | Marcatori | 99’ Negredo 105’ Džeko |

## Statistiche

### Statistiche di squadra
| Competizione   | Punti | In casa | In casa | In casa | In casa | In casa | In casa | In trasferta | In trasferta | In trasferta | In trasferta | In trasferta | In trasferta | Totale | Totale | Totale | Totale | Totale | Totale | DR  |
| Competizione   | Punti | G       | V       | N       | P       | Gf      | Gs      | G            | V            | N            | P            | Gf           | Gs           | G      | V      | N      | P      | Gf     | Gs     | DR  |
| -------------- | ----- | ------- | ------- | ------- | ------- | ------- | ------- | ------------ | ------------ | ------------ | ------------ | ------------ | ------------ | ------ | ------ | ------ | ------ | ------ | ------ | --- |
| Premier League | 49    | 19      | 8       | 3       | 8       | 23      | 28      | 19           | 7            | 1            | 11           | 20           | 31           | 38     | 15     | 4      | 19     | 43     | 59     | -16 |
| FA Cup         | -     | 1       | 0       | 0       | 1       | 1       | 2       | -            | -            | -            | -            | -            | -            | 1      | 0      | 0      | 1      | 1      | 2      | -1  |
| League Cup     | -     | 2       | 1       | 0       | 1       | 2       | 2       | 1            | 1            | 0            | 0            | 2            | 0            | 3      | 2      | 0      | 1      | 4      | 2      | +2  |
| Totale         | -     | 22      | 9       | 3       | 10      | 26      | 32      | 20           | 8            | 1            | 11           | 22           | 31           | 42     | 17     | 4      | 21     | 48     | 63     | -15 |

### Andamento in campionato
| Giornata  | 1  | 2  | 3  | 4 | 5  | 6  | 7  | 8  | 9  | 10 | 11 | 12 | 13 | 14 | 15 | 16 | 17 | 18 | 19 | 20 | 21 | 22 | 23 | 24 | 25 | 26 | 27 | 28 | 29 | 30 | 31 | 32 | 33 | 34 | 35 | 36 | 37 | 38 |
| --------- | -- | -- | -- | - | -- | -- | -- | -- | -- | -- | -- | -- | -- | -- | -- | -- | -- | -- | -- | -- | -- | -- | -- | -- | -- | -- | -- | -- | -- | -- | -- | -- | -- | -- | -- | -- | -- | -- |
| Luogo     | T  | C  | C  | T | C  | T  | T  | C  | T  | C  | T  | C  | C  | T  | T  | C  | T  | C  | C  | T  | C  | T  | T  | C  | T  | C  | C  | T  | T  | C  | C  | T  | C  | T  | C  | T  | C  | T  |
| Risultato | P  | N  | V  | V | P  | P  | V  | M  | P  | V  | V  | V  | V  | P  | V  | N  | V  | V  | P  | P  | P  | V  | N  | P  | P  | P  | V  | V  | P  | V  | P  | P  | P  | P  | P  | P  | V  | P  |
| Posizione | 20 | 17 | 11 | 8 | 11 | 16 | 11 | 10 | 11 | 9  | 9  | 8  | 5  | 7  | 7  | 6  | 6  | 6  | 8  | 8  | 8  | 8  | 8  | 8  | 8  | 9  | 8  | 8  | 8  | 8  | 8  | 9  | 9  | 9  | 9  | 9  | 9  | 10 |

Legenda:

Luogo: C = Casa; T = Trasferta. Risultato: V = Vittoria; N = Pareggio; P = Sconfitta.